# Інститут євроатлантичного співробітництва
Інститут євроатлантичного співробітництва (ІЄАС) — незалежна громадська дослідницька організація (аналітичний центр), діяльність якої спрямована на євро-атлантичну інтеграцію України шляхом аналізу, вироблення рекомендацій та прогнозів у галузі міжнародних відносин в цілому та зовнішньої політики зокрема.
ІЄАС заснувала група експертів з питань закордонних справ і міжнародної безпеки з метою ініціювання та сприяння прагненню нашої держави до євроінтеграції.
Організація є учасницею коаліції Реанімаційний пакет реформ.

## Керівництво
Директор і засновник Інституту — голова Комітету Верховної Ради України з питань європейської інтеграції, Надзвичайний і Повноважний Посол України Борис Тарасюк.
Виконавчий директор — Олег Гаряга
Науковий директор — Олександр Сушко

## Відділи ІЄАС
Аналітичний відділ здійснює аналіз процесів європейської та євроатлантичної інтеграції, виробляє рекомендації та прогнози в галузі міжнародних відносин та зовнішньої політики України. Відділ розробляє та реалізує проєкти у сфері зовнішніх відносин, випускає періодичну та іншу поліграфічну продукцію з євроатлантичної тематики, співпрацює з закордонними науковими, дослідницькими та іншими інституціями, розробляє та здійснює спільні програми.
Організаційний відділ забезпечує адміністрування та асистенцію роботи аналітичного відділу, займається організацією просвітницьких заходів, включаючи міжнародні та регіональні конференції, презентації, дискусії, круглі столи, брифінги, тренінги, семінари, що допомагають розумінню сутності проблем європейської та євроатлантичної інтеграції.

## Місія
Сприяння європейській та євроатлантичній інтеграції України як передумови та гарантії демократичного розвитку країни шляхом проведення ґрунтовних досліджень та просвітницьких заходів, спрямованих на подолання викликів сталому демократичному розвитку українського суспільства.

## Інформаційні ресурси ІЄАС
- ЄвроАтлантика — аналітико-публіцистичний продукт Інституту євроатлантичного співробітництва, ілюстрований журнал, що висвітлює зовнішньополітичні питання та різні аспекти міжнародного життя. Головний редактор часопису — Віталій Довгич.
- Сайт Євроатлантика.info — це проєкт Інституту, метою якого є створення неформальної спільноти людей, зацікавлених міжнародними відносинами, українською зовнішньою політикою та просто різними аспектами життя за кордоном. Головний редактор — політичний аналітик ІЄАС Володимир Горбач

## З історії діяльності
- Інститут євроатлантичного співробітництва веде дослідження ряду окремих компонентів Євроатлантичного співробітництва, зокрема в царинах: реінтеграційна політика; військова освіта й наука; протидія тероризму та гібридним загрозам; кіберзахист і кібербезпека та ін. Друкує аналітичні матеріали та результати своїх досліджень у пресі[2]
- Інститут євроатлантичного співробітництва виступив співзасновником Громадської спілки «Коаліція Реанімаційний Пакет Реформ» офіційно зареєстрована 08 травня 2019 року. Установчі збори Спілки відбулися 23 квітня 2019 року.[3]
- Аналітики Інституту постійно оприлюднюють результати досліджень в інтернет-просторі[4]
- Інститут готує Аналітичні доповіді з проблематики євроатлантичного співробітництва на міжнародному рівні — разом з фундаціями: Румунія: Центр Запобігання Конфліктів та Раннього Попередження та Молдова: Інститут Громадської Політики, брав участь у підготовці доповіді україно-молдавсько-румунською експертною групою доповіді ТРИСТОРОННІЙ ПІДХІД ДО ЄВРОПЕЙСЬКОЇ ТА ЄВРОАТЛАНТИЧНОЇ ІНТЕГРАЦІЇ (Програма «Схід-Схід: Партнерство без кордонів». Проєкт фінансується Фундацією «Відкрите суспільство» (Румунія). Міжнародним Фондом «Відродження» (Україна). Фундацією Сорос-Молдова)[5]
- Матеріали Інституту євроатлантичного співробітництва використовує у навчальному процесі Київський національний університет імені Тараса Шевченка[6]